# 1994 في فنزويلا
فيما يلي قوائم الأحداث التي وقعت خلال عام 1994 في فنزويلا.

## سياسة

### تعيين في المنصب
- 2 فبراير – رفائيل كالديرا رئيس فنزويلا.

### انتهاء فترة المنصب
- 2 فبراير – رامون خوسيه فيلاسكيز رئيس فنزويلا.
- 2 فبراير – رفائيل كالديرا عضو مجلس نواب فنزويلا ‏.
- 5 يونيو – أوكتافيو باج رئيس فنزويلا.

## مواليد

### يناير
- 10 يناير – راينر كاسترو لاعب كرة قدم فنزويلي.
- 24 يناير – خوان بابلو انور لاعب كرة قدم فنزويلي.

### مارس
- 5 مارس – لويس لوغو

### أبريل
- 7 أبريل – أليكس سيرانو لاعب كرة قاعدة فنزويلي.

### مايو
- 10 مايو – يوردان أوسوريو لاعب كرة قدم فنزويلي.
- 17 مايو – أنتوني بلونديل لاعب كرة قدم فنزويلي.
- 18 مايو – ايدسون كاستيو لاعب كرة قدم فنزويلي.
- 20 مايو – داروين غونزاليس لاعب كرة قدم فنزويلي.

### يونيو
- 11 يونيو – فيكتور غارسيا لاعب كرة قدم فنزويلي.
- 17 يونيو – مانويل ارتيجا لاعب كرة قدم فنزويلي.

### أغسطس
- 26 أغسطس – رينزو زامبرانو لاعب كرة قدم فنزويلي.

### أكتوبر
- 5 أكتوبر – فيكتور رييس
- 20 أكتوبر – خوسيه كونتريرز فيرنا لاعب كرة قدم فنزويلي.
- 21 أكتوبر – خوسيه رويز

### ديسمبر
- 26 ديسمبر – أنخيل غونزاليس لاعب كرة قدم فنزويلي.

## وفيات

### يناير
- 1 يناير – آنا مرسيدس بيريز (مواليد 1910)

### أكتوبر
- 1 أكتوبر – توماس موراليس بيريز (مواليد 1908) قس إسباني.